# Duingen
Duingen là một đô thị ở huyện Hildesheim trong bang Niedersachsen, Đức. Đô thị Duingen có diện tích 30,72 km², dân số thời điểm ngày 31 tháng 12 năm 2006 là 3080 người. IDuingen có cự ly khoảng 25 km về phía tây nam của Hildesheim, và 40 km về phía nam của Hanover.
Duingen là thủ phủ của Samtgemeinde ("đô thị tập thể") Duingen.